# Dioramic
Dioramic ist eine 2002 gegründete Band aus Kaiserslautern, die Metalcore mit Einflüssen aus Alternative Rock, Hardcore Punk und Screamo mischt.

## Geschichte
Von 2002 bis 2004 spielte Dioramic erste Konzerte und gewannen einige Bandwettbewerbe. Im November 2004 nahm sie ihre erste EP auf und gewann den Local-Heroes-Bandcontest. Von November 2004 bis Januar 2005 arbeitete die Band an ihrem ersten Album Phase of Perplexity, welches am 16. April 2005 über das Kaiserslauterer Indielabel Daddykate im Eigenvertrieb erschien. Im selben Jahr war sie Opener beim Southside-Festival.
Die 2007 erschienene Demo-EP wurde im Oktober 2007 Demo des Monats in der Visions, im Januar 2008 Demo des Monats im Magazin Rock Hard und wurde in der unclesally*s vorgestellt.
Im Januar 2010 erschien das von Kurt Ebelhäuser produzierte Album Technicolor auf Lifeforce Records. Visions zog Vergleiche mit Muse und The Fall of Troy und bezeichnete das Album als „gekonnten Fusion-Metal“. Musikreviews.de nannte die Musik von Dioramic eine Mischung aus „Alternative, Progressive, Extremmetal und Hardcore, [...] und auch Posthardcore, Post-Rock, Soundscapes, Screamo, Emo, Deathcore, Sludge, Independent und Ambient“. Rock Hard schrieb „Dioramic sind enorm geschmackssicher, technisch angenehm beschlagen, gehen als neugierige Menschen durch die Welt“.
Nachdem Anton Zaslavski zunehmend Erfolg als Zedd hatte und Jochen Müller ein Philosophie- und Germanistikstudium begonnen hatte, verließen sie im März 2012 offiziell die Band, die sich kurz darauf mit neuen Mitgliedern neu formierte.
Seit Mai 2013 ist Paul Seidel, bisher Schlagzeuger in der Berliner Mathcore-Band War from a Harlots Mouth, festes Mitglied bei Dioramic.
Im September 2014 wurde das dritte Album Supra bei Pelagic Records veröffentlicht. Die Aufnahmen zum Album begannen bereits 2011. Das Album wurde mit Hilfe einer Crowdfunding-Kampagne finanziert.

## Stil
Rock Hard bezeichnet die Musik als eine Mischung aus Alternative, New Prog und Metalcore und zieht Vergleiche mit Muse, The Mars Volta, Dredg und den Deftones.

## Diskografie
- 2005: Dioramic (EP, Eigenvertrieb)
- 2005: Phase of Perplexity (Eigenvertrieb)
- 2007: Demo (EP, Eigenvertrieb)
- 2010: Technicolor (Lifeforce Records)
- 2014: Supra (Pelagic Records)